# Maksi
Maksi là một thị xã và là một nagar panchayat của quận Shajapur thuộc bang Madhya Pradesh, Ấn Độ.

## Địa lý
Maksi có vị trí 23°16′B 76°09′Đ / 23,27°B 76,15°Đ Nó có độ cao trung bình là 480 mét (1574 feet).

## Nhân khẩu
Theo điều tra dân số năm 2001 của Ấn Độ, Maksi có dân số 18.392 người. Phái nam chiếm 52% tổng số dân và phái nữ chiếm 48%. Maksi có tỷ lệ 63% biết đọc biết viết, cao hơn tỷ lệ trung bình toàn quốc là 59,5%: tỷ lệ cho phái nam là 73%, và tỷ lệ cho phái nữ là 53%. Tại Maksi, 17% dân số nhỏ hơn 6 tuổi.